# Buriram United FC
Buriram United Football Club (thai: สโมสรฟุตบอลบุรีรัมย์ ยูไนเต็ด) är en professionell fotbollsklubb baserad i Buriram, Thailand. Klubben har spelat på den högsta nivån i thailändsk fotboll under större delen av sin existens och tävlar i Thai League 1. Klubben grundades 1970 som PEA FC (Provincial Electricity Authority Football Club) innan den omformades till Buriram PEA sedan Buriram United 2010 respektive 2012. Deras hemmaarena är Chang Arena som har en kapacitet på 32 600.
Buriram United vann sin första Thai League 1-titel 2008 och Kor Royal Cup 1998, som PEA FC. Klubben var tidigare baserad i Ayuthaya innan den flyttade österut till Buriram inför säsongen 2010. Under säsongen 2011 var Buriram PEA det första laget i thailändsk fotbollshistoria som vann alla inhemska troféer, som trippelmästare i (2011 Thai Premier League, 2011 Thai FA Cup och 2011 Thai League Cup).

## Historia

### Ursprung: "Provincial Electricity Authority", 1970–2009
Klubben grundades 1970. Men deras första stora framgång kom 1998 genom att vinna den tredje divisionen i Kor Royal Cup. Klubben befordrades sedan till Thai Division 1 League. 2002–03 slutade klubben på tredje plats i andra divisionen. I Thai League 1 nedflyttningen förlorade man i slutet av Thailand Tobacco Monopoly FC efter omgångsmatch med 0–1. Ett år senare lyckades de i slutet av säsongen 2003–04 med uppflyttning till den thailändska Premier League. PEA överraskade alla genom att bli tvåa i ligan under slutet av sin första Premier League säsong. Att komma på andra plats berättigade klubben att delta i AFC Champions League. Det var det första deltagandet i en internationell tävling för klubben. Men klubben uteslöts från tävlingen. Under de följande två säsongerna, 2006 och 2007, PEA tog bara plats 10 och 8 i slutet av säsongen. 